# 태평공주
태평공주(太平公主, 665년 ~ 713년)는 당나라의 황족으로, 고종과 측천무후의 딸이다. 성은 이씨, 이름은 영월. 측천 무후의 비호 하에 강력한 정치 세력을 형성했으며 예종의 복위로 정권을 장악했으나 뒤이어 즉위한 현종과의 대립 끝에 몰락하여 자결했다. 위에 일찍 죽은 언니 안정공주(安定公主)가 있었다.

## 생애

### 무측천이 가장 아낀 딸
인덕(麟徳) 2년(665년) 고종과 측천무후의 막내딸로 태어났다. 8세 때 한 번 출가해서 태평(太平)이라는 호를 받았다. 어머니 무측천은 자신과 용모나 성격이 가장 많이 닮은 막내딸 태평공주를 총애했고, 토번이 화친을 목적으로 공주의 출가를 청했을 때 측천무후는 딸을 먼 곳에 시집보내는 것이 싫어 도교 사원을 짓고 공주가 도사가 되었다고 속여 거절하기도 했다. 고종 또한 막내딸인 태평공주를 사랑해 그녀가 내미는 문서는 읽지도 않고 서명을 해 주었다.
681년 공주는 설소(薛紹)와 혼인해서 그와의 사이에서 2남 2녀를 얻었으나 그는 낭야왕 충의 모반죄에 연루되어 옥중에서 굶어죽었고, 690년 공주는 무유기(武攸曁)와 재혼해(무유의의 전처는 측천무후에 의해 처형되었다) 그와의 사이에서 다시 2남 2녀를 낳았다.

### 무주의 공주
병이 깊어진 고종을 대신해 어머니 무측천이 수렴정치를 시작했을 때 태평공주는 그 상대역으로써 무측천의 정권에서 일익을 맡았다. 690년 드디어 무측천이 황제로 즉위하고 무주(武周)를 선포하자 공주도 모황(母皇)의 측근으로써 은연중에 세력을 지니게 되었다. 공주는 모친의 취향에 들어맞는 젊은 남자를 측천무후에게 소개하기도 했고, 그 가운데 측천무후의 세력을 등에 업고 권력을 남용하던 설회의(薛懷義)를 측근에게 살해하게 하는 등 남다른 행동력으로 모친의 총애를 받았다. 무측천이 병으로 쓰러진 뒤 그 애인이었던 장역지(張易之) ・ 장창종(張昌宗) 형제가 전횡을 휘두르는 것이 극에 달하자 신룡 원년(705년) 재상 장간지(張柬之) 등과 함께 이들 형제를 죽이고 측천무후를 퇴위, 오빠 중종을 복위시키는 정변에 동참한다. 중종이 즉위한 뒤 황족 가운데 중요인물로써 이름을 높이게 되었고, 안국상왕(安國相王)으로 불리게 된 예왕 단과 함께 진국태평공주(鎮国太平公主)라 불리게 되었다.

### 무위의 화
무측천의 퇴위로 천하는 다시 당 왕조로 복귀하였으나, 장씨 형제와 결탁하던 종형제 무삼사(武三思)가 장간지를 실각시키고 사촌누이인 안락공주(安楽公主)와 짜고 710년 불륜이 폭로될 것을 두려워한 안락공주가 어머니 위황후와 짜고 중종을 독살하였다. 「제2의 무측천」이 되고자 했던 위황후는 온왕(温王) 중무(重茂)를 옹립하고 그를 내세워 자신이 실권을 잡고자 했지만, 태평공주는 이때에 조카 융기(隆基, 훗날의 당 현종)과 모의해서 위황후 모녀 및 그 일족을 모조리 주살하고 융기의 아버지이자 자신의 친오빠인 안국상왕 단을 즉위시킨다. 이로써 황제의 누이동생이 된 태평공주의 권세는 정점에 달했고, 예종은 위황후 일파를 축출한 공신인 공주에게 1만 호의 봉토를 내리고 태평공주의 아들 설숭간을 절군왕(節郡王)으로 봉했다. 또한 예종은 누이를 의지하여 무슨 일이든 그녀와 상의했으며, 조회에 태평공주가 나오지 않으면 재상을 공주의 집으로 보내 자문을 받기도 했다. 한편 재상 요숭(姚崇) ・ 장열(張説)을 좌천시키는 등 태평공주의 실권은 극에 달했지만, 이로 인해서 황태자 융기와의 대립이 차츰 깊어갔다.
공주는 셋째아들인 이융기를 태자로 책봉해서는 안된다고 주장했으나 예종의 맏아들인 송왕(宋王) 이헌(李憲)이 태자가 되기를 사양하여 결국 이융기가 태자로 책봉되었다. 공주는 태자가 파당을 형성하고 있다고 예종에게 고하거나 재상들을 불러모아 폐태자를 건의할 것을 종용하는 등 이융기를 제거하려 했다. 그러나 사전에 이를 알아차린 이융기의 세력들은 예종에게 태평공주를 도성에서 내보내라고 간했다. 예종은 처음에는 이를 반대하였으나 결국 공주를 포주(蒲州)로 이주시켰다.

### 황태자 융기와의 대립 그리고 죽음
712년 혜성이 출몰하자 공주는 이를 빌미로 예종과 태자 사이를 이간질하려 하였으나 예종은 오히려 태자에게 제위를 양위하고 태상황으로 물러났다. 새로 황제가 된 현종과 태평공주의 대립은 격화되었다. 현종은 7명의 재상 중 5명이 태평공주의 사람인 조정에서 정권을 장악하지 못했고 공주는 영명한 현종을 폐위시킬 것을 모의하였지만 그 음모는 누설되었다. 이듬해인 713년 태평공주가 좌우림군의 군사를 동원해 현종을 제거하고 정변을 일으키려 하였다는 이유를 들어 현종 자신이 3백 명의 병사를 거느리고 태평공주 일당을 쳐서 쓰러뜨렸다. 공주는 남산사로 피신했지만 사흘 뒤, 현종의 심복인 환관 고력사에게 자살을 강요당해 스스로 목숨을 끊었다(평생 금고형에 처해졌다는 설도 있다).
태평공주의 죽음으로 현종의 독재체제는 확립되었으며, 「개원의 치」라 불리게 될 당 왕조의 중흥과 최전성기를 이끌었다.

## 같이 보기
- 무측천
- 최식